# Oligia tusa
Oligia tusa är en fjärilsart som beskrevs av Augustus Radcliffe Grote 1878. Oligia tusa ingår i släktet Oligia och familjen nattflyn. Inga underarter finns listade i Catalogue of Life.